# Backomyia hannai
Backomyia hannai là một loài ruồi trong họ Asilidae. Backomyia hannai được Wilcox & Martin miêu tả năm 1957. Loài này phân bố ở vùng Tân Bắc giới.